# 박제상

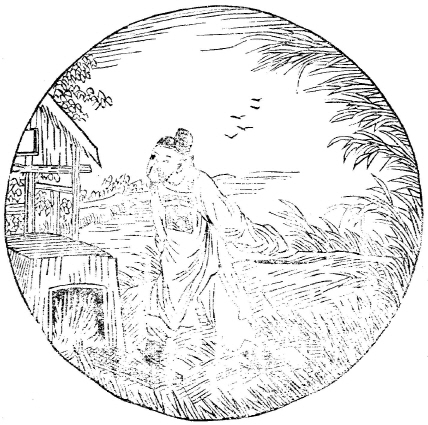
박제상

박제상(朴堤上) 또는 김제상(金堤上)은 신라 눌지 마립간 때의 관인이다.
《삼국사기》에는 다른 이름을 모말(毛末)이라고도 한다고 하였으며, 《일본서기》 진구 황후기에 등장하는 모마리질지(毛麻利叱智)와 연관되어 해석되고 있다.
행적에 대해서는 《삼국사기》 박제상열전, 《삼국유사》'내물왕 김제상(奈勿王金堤上)'조, 《일본서기》 진구 황후기 등에 실려 있고, 각 기록의 내용은 차이를 보이고 있다.

## 생애
눌지 마립간 2년(418년)에 앞서 고구려와 왜국(倭國)에 각각 인질로 보내져 본국으로 돌아오지 못하고 있던 눌지의 동생 복호(卜好)와 미사흔을 돌아오게 할 수 있는 사람을 찾고자, 당시 현명하다고 소문이 나 있던 수주촌간(水酒村干) 벌보말(伐寶靺), 일리촌간(一利村干) 구리내(仇里迺), 이이촌간(利伊村干) 파로(波老) 세 사람을 불러 이를 물었다. 이들은 모두 당시 삽량주간(歃良州干)으로 있던 제상을 추천하였다.

### 고구려로 들어가서
제상은 왕명을 받들어 먼저 고구려로 가서 고구려의 왕 앞에서 복호를 돌려 줄 것을 호소하여 고구려 왕의 허락을 받아 복호를 데리고 돌아왔다.
복호를 데리고 돌아오게 된 과정에 대해서 《삼국사기》와 《삼국유사》는 설명이 다르다. 삼국사기는 제상이 고구려 왕 앞에서 형제의 정을 노래한 《시경》의 노래인 '상체'의 할미새 언덕에 있으니(鶺鴒在原)라는 구절을 인용해 가며 복호를 돌려 보내 줄 것을 읍소했고, 이에 고구려 왕이 감동하여 복호를 돌려 보냈다고 하였다. 반면 《삼국유사》에는 제상이 뱃길로 고성 물길에서 보해(복호)와 만나기로 해 놓고 보해와 만나 몰래 배를 타고 돌아왔다고 한다.
눌지 마립간은 복호가 돌아온 것에 기뻐하면서도 왜국에 있는 왕제 미사흔을 걱정하였는데, 박제상은 자신이 다시 왜국으로 가겠다고 하면서 고구려와 달리 왜국은 말로는 깨우칠 수가 없으니 계략을 써야 한다고 주장하며 자신이 왜국으로 간 뒤에 박제상이 나라를 배반하여 논죄하였다는 소문을 퍼뜨려 달라고 한 다음, 왜국으로 들어가 왜왕에게 신라에서 죄를 짓고 도망쳐 왔다고 하였다.

### 왜국으로 들어가서
《삼국사기》에는 왜왕이 제상의 말을 쉽게 믿을 수 있었던 이유로, 앞서 왜에 들어와 있던 백제인으로부터 "신라가 고구려와 함께 왜를 침공하려 하고 있다"고 참소해서 왜왕이 병력을 보내 신라 국경 바깥에서 순찰하게 하였는데 이 왜의 순라병들이 때마침 어떤 이유로 쳐들어온 고구려군에 의해 피살당했고, 앞서 제상이 왜로 떠나면서 미리 자신이 역모를 꾀하다 발각되어 도망친 것처럼 소문을 퍼뜨리라고 눌지왕에게 일러두고 갔었는데 왜왕이 신라에 보낸 첩자도 돌아와서 "신라가 미사흔과 제상의 가족들을 모두 역모죄로 잡아 가두었다"고 보고했기 때문이라고 되어 있다.
한편 왜왕은 신라를 기습 공격할 군사를 일으켜 박제상과 미사흔을 선봉으로 삼았는데, 왜군 장수들은 신라를 정복하면 박제상과 미사흔의 가족을 포로로 잡아오자는 모의를 하고 있었고, 이를 알게 된 제상은 미사흔과 함께 물고기와 오리를 잡는 척하면서 왜군의 눈을 속였다. 바다 위에 있는 산도(山島)에 이르러 미사흔을 본국으로 돌려 보낸 뒤, 제상 자신은 "어제 배를 타서 몸이 노곤해 못 일어나겠다"는 핑계로 일부러 늦잠을 자면서 미사흔이 도망칠 시간을 벌었다. 제상이 방에서 나온 뒤에야 왜군은 미사흔이 도망쳤다는 것을 알게 되었고, 마침 안개가 자욱해서 추격할 수도 없었다. 제상은 체포되어 왜왕 앞으로 압송되었고, 목도(木島)로 유배되었다가 얼마 안 되어 화형에 처해졌고 시신은 목이 베였다.
《삼국유사》에는 왜왕에게 압송된 뒤의 제상의 모습이 조금 더 자세하게 기록되어 있다. 왜왕은 제상을 옥에 가두고 "어찌하여 너희 나라 왕자를 보냈느냐?"라고 심문했고, 제상은 "나는 계림(신라)의 신하이지 왜왕의 신하가 아닌데, 지금 우리 임금의 소원을 이루어 드리려 했을 뿐이다. 무슨 말을 더 하겠는가."라고 대답하였다. 왜왕은 "너는 이미 나의 신하가 되었는데 어찌 계림의 신하라고 말하는가? 네가 계림의 신하라면 반드시 온갖 형벌을 가할 것이고, 왜국의 신하라고 말하면, 후한 녹(祿)으로 상을 주겠다"고 제상을 회유하였으나, 제상은 "차라리 계림의 개·돼지가 될지언정, 왜국의 신하는 될 수 없으며, 차라리 계림의 형벌을 받을지언정, 왜국의 작록(爵祿)은 받을 수 없다."라고 대답하였다. 이에 왜왕은 제상의 발바닥 가죽을 벗기고, 갈대를 베어 그 위를 걷게 하였다. 그리고 제상에게 다시 너는 어느 나라의 신하냐고 물었고, 뜨겁게 달군 쇠 위에 세워 놓고 똑같은 질문을 했지만, 제상은 모두 "나는 계림의 신하다."라고 대답했다. 왜왕은 이에 제상을 더는 굴복시킬 수 없다는 것을 알고 그를 목도(木島)로 보내 불태워 죽였다.

### 사후
한편 미사흔이 신라로 귀국한 뒤, 눌지 마립간은 소식을 듣고 애통해하며 제상에게 대아찬(大阿飡) 관등을 추증하고, 그 가족들에게 부의를 후하게 내려주었다. 그리고 미사흔에게 제상의 둘째 딸과 혼인하여 아내로 삼게 하였다.

## 《일본서기》 기록과의 비교
《일본서기》권제9 진구 황후기에는 진구 황후(神功皇后) 섭정(攝政) 5년의 일로 되어 있으며, 내용도 다르다.
신라에서 오례사벌(汚禮斯伐), 모마리질지(毛麻利叱智), 부라모지(富羅母智) 등을 보내어 조공하였는데, 이들은 왜국에 인질로 보내진 미질허지 간기(微叱許智伐旱, 미사흔)를 돌아가게 하려는 생각이 있었다. 이에 미질허지를 통해, 신라에서 온 사신들에게 들으니 우리 왕이 내가 오래도록 돌아오지 않는 것에 연루시켜서 나의 처자를 모두 종으로 삼았다고 하는데 부디 잠깐 본토에 돌아가서 그 사정을 알아볼 수 있도록 해 달라고 청했고, 진구 황후가 함께 딸려 보낸 가쓰라기노 소쓰히코(葛城襲津彦)와 함께 쓰시마(對馬)에 도착하여 사히노 우미(鉏海)의 수문(水門)에 다다랐다. 이 때 모마리질지 등이 몰래 배와 뱃사공을 나누어 미질허지를 태우고 신라로 도망가게 하였다. 그리고 풀을 엮어서 만든 허수아비를 미질허지의 자리에 두어 병든 사람인 것처럼 속이고 소쓰히코에게 미질허지가 갑자기 병이 들어서 죽으려 한다고 말하였다. 소쓰히코가 사람을 시켜 병자를 돌보게 해서 모마리질지 등이 속임수로 미질허지를 신라로 도망시킨 것을 알고 이들을 모두 붙잡아 우리에 처넣고 불태워 죽였다. 그리고 신라로 쳐들어가 도비진(蹈鞴津)으로 초라성(草羅城)을 쳐서 돌아왔다, 라는 것으로, 《일본서기》는 이때 초라성에서 소쓰히코가 잡아온 포로들이 구와바라(桑原)과 사비(佐糜) · 다카미야(高宮) · 오시미(忍海) 4읍(邑)의 한인(漢人)들의 시조가 되었다는 유래담을 전하고 있다.
미질허지간기(미사흔)이 신라에서 인질로 보내지게 된 이력과, 그가 다시 신라로 돌아가게 된 경위에 대해서, 천황 중심으로 고대사 관련 기록을 윤색한 《일본서기》에서 신화적인 진구 황후의 삼한정벌담과 결부지어 서술하고 있으며, 5세기 일본 열도에는 《일본서기》에서 기술하는 것과 달리 중앙집권적으로 통일된 정치 체제가 존재하지 않았다. 《삼국사기》에 나오는 왜는 광개토대왕릉비에 보이는 왜와 동일한 실체로 볼 수 있으므로 기나이의 야마토 정권으로 보기보다는 일본 열도에서 한반도로 나아가는 주요 교통로에 해당하는 기비 내지는 기타큐슈-후쿠오카 일대에 위치해 있던 호족 세력으로 비정되고 있다.

### 박제상과 해상 세력과의 관계
김용선은 제상이 세력으로 삼고 있던 삽량 즉 양산을 포함한 경남 지방은 바다를 끼고 있는 해안 지방이라는 점, 제상 본인이 고구려나 왜국에서 인질을 구하기 위해서 모두 육로가 아니라 해로를 선택하고 아울러 미사흔을 탈출시키는데 안개가 자욱한 날을 이용하는 등 해양 기후나 자연 조건을 최대한 이용하는 모습을 보이고 있는 점 등을 들어 삽량주 제상 세력의 성격을 일종의 해상 세력일 것으로 해석하였다. 또한 당시 삽량이 왜국의 침입을 자주 받았고 그 침입에 대비해 성을 쌓고 진을 설치하는 등 대왜(對倭) 접촉을 가장 많이 하던 곳인 만큼 그 지역의 세력가인 박제상은 특히 왜인(倭人)에 대해 잘 알고 있었을 것으로 여겨지는 점도 추론된다.
연민수는 당시 동해안 중북부와 동북부 북쪽 물길은 각각 고구려와 동예(위말갈) 세력권에 있었고 추풍령-죽령길도 고구려의 세력권에 있었기에 신라가 바닷길을 이용하는 것은 당연한 일이었다고 하면서도 고구려의 수군이 동해안의 신라의 국경 부근에서 왜의 순라군을 모두 잡아 죽였다는 박제상열전의 기사에서 보이듯 물길로도 고구려 수군력이 강하게 미치던 상황 속에서 박제상이 고구려와 정상적 외교 경로, 협상에 의한 송환 형식이 아니었다면 합리적 해석이 어렵다고 지적하고, 박제상이 동해안 연안 뱃길을 이용하면서 고구려의 방해를 전혀 받지 않았던 것으로 볼 수 있으며, 동해안 항로가 고도의 항해술을 요구할 정도로 어려운 항해도 아니므로 그 항해에 굳이 해상세력을 상정하지 않아도 가능하다 하였다. 더구나 양산 지방을 해상 세력의 근거로 보려면 그 전제 조건으로 낙동강 하류 지역, 특히 김해의 금관국(금관가야)을 제압하지 않고는 바다로 오가는 것도 진출하는 것도 곤란했을 텐데 양산 지역의 지방 세력이 5세기 전후에 해당 지역을 복속시켰다고 보기는 어렵고, 제상이 왜를 향해 출항한 지역도 낙동강 하류가 아니라 동해안의 율포라고 언급된 점을 들어 울산 지역을 중심으로 하는 해민 집단의 협조를 얻어서 왕제 구출을 꾀한 것이 아닌가 말하고 있다.

### 쓰시마 섬과 박제상순국비
일본 쓰시마 섬 북쪽의 가미아가타 정 사고노 미나토에는 《일본서기》의 해당 기록을 반영하여 1988년 8월 8일에 한국의 황수영 당시 동국대 명예교수, 정영호 당시 한국교원대 교수 등이 일본의 쓰시마 지역 향토사학자 나가도메 히사에와 협력하여 민간 차원에서 세웠다.
다만 쓰시마에서 미사흔을 돌려 보내고 난 뒤에 체포된 박제상이 목도(木島)라는 곳으로 옮겨져서 화형에 처해졌다는 《삼국사기》나 《삼국유사》 기록을 들어 쓰시마에 박제상의 순국비를 세운 것은 적절하지 않다는 지적도 존재하는데, 2017년 11월 22일 울산시의회 김종래 의원은 제193회 울산시의회 정례회 제2차 본회의 5분 자유발언에서 만고충신 박제상 순국 1천600주년을 맞아 박제상의 순국비를 올바른 곳에 이건해 충신의 넋을 기리는 것이 우리 울산시민들의 도리"라며 이를 위해서 울산시민이 나서서 박제상기념비를 쓰시마가 아닌 오사카로 이전해야 한다고 주장하였다. 삼국사기나 삼국유사가 공통적으로 밝히고 있는 '목도'라는 지명은 일본 안에서 오사카 부 가이즈카 시에 소재한 기시마(木島)밖에 없다는 것이다.

## 계보 및 출자
제상의 계보에 대해서는 《삼국사기》에만 기록되어 있으며, 《삼국사기》에는 박제상, 《삼국유사》에는 김제상으로 써서 성씨가 각기 다르게 표기되어 있다. 《삼국사기》의 제상 계보는 그의 출신과 혈연을 직접 밝힌 것으로는 유일한 기사이다.
이밖에는 제상의 후손을 자처했던 박씨 집안의 족보에 박제상의 부인, 아들 및 세 딸의 이름들이 전해지고 있다.
- 할아버지: 아도(朴阿道) 갈문왕, 파사 이사금의 손자[17]
- 아버지: 박물품(朴物品) - 관등은 파진찬이었다.
- 부인: 신라 조정으로부터 국대부인(國大夫人)의 칭호를 받았으며, 사후 치술신모라 불리며 치술령의 산신으로 모셔졌다.
  - 아들 : 박문량(朴文良) - 《신라박씨선원세보》에서는 《삼국사기》에 나오는 백결선생과 동일인물이라고 하였다.[17]
  - 장녀 : 박아기(朴阿奇)[17]
  - 차녀 : 미사흔(未斯欣)에게 시집갔다. 박씨 족보에는 청아부인(靑我夫人) 아영(阿榮)이라고 이름이 실려 있다.[17]
  - 삼녀 : 박아경(朴阿慶)[17]

《삼국사기》의 기사를 통해 확인되는 제상의 계보는 사료 비판의 입장에서 문제가 된다. 우선 파사 이사금에서 제상, 아도에서 제상에 이르는 세대간의 연대상 차이가 너무 크고, 아도 갈문왕은 일성 이사금의 아버지로 추정되기도 하고, 아버지가 물품 파진찬이면 당연히 제상도 진골에 속하는 고위 가족일 텐데도 눌지 마립간 당시 제상의 관등은 경위 11관등인 나마(奈麻)에 불과하는 등 모순이 많이 있는 것이 지적되고 있다.
기왕에 한국 학계에서 박제상의 출자 등에 관한 연구는 기본적으로는 토착적 세력 기반에 근거한 일종의 지방 세력일 것으로 파악한 견해와, 신라 서라벌 출신의 이른바 '왕경인'(王京人)으로써 중앙 정부에서 재지(在地)로 파견된 지방관(地方官) 등으로 보려는 두 가지 상이한 관점으로 파악되어 왔다. 전자의 설은 1979년 김용선이 발표한 박제상 소고(小考)에서 제기되었다.
《삼국사기》는 제상의 지위에 대해 삽량주간, 《삼국유사》는 삽라주태수라고 하였는데, 신라에서 주(州), 군(郡) 등의 행정구역이 설치되는 것은 6세기 이후의 일이고 삽량주(歃良州)의 설치는 문무왕 5년(665년)의 일이며, 태수라는 직함은 7세기 이후 것임을 들어 '태수'보다는 '간'이라는 칭호가 신라 초기 국가 발전이나 정치 정세 등 당시 정황으로 조금 더 타당하다고 김용선은 지적하였다. 신현웅도 눌지 마립간 당시의 제상은 삽량의 간 즉 지방 세력으로써 일찍이 서라벌(왕경)에 편입되어 직간접적 통제를 받으며 반독립적인 세력 기반을 소유하고 있었던 것으로 보인다고 해석하였으며 또한 이들 세 촌간들과 마찬가지로 제상 역시 삽량주간보다는 삽량촌간이 당시의 정황으로 더 타당한 표기라고 하였다. 김용선은 제상의 계보 기록에 대해서는 신빙성이 희박하다고 지적하고, 신라의 승려 원효의 경우처럼 제상도 지방 세력이었으나 서라벌(왕경)으로 올라오면서 경위를 받게 되었을 것이고, 그 계기는 복호의 귀환을 위해 고구려에 사신으로 파견되게 되면서였다고 추정하였다.
한편 선석열처럼 이 기사가 드러내는 문제점을 인정하면서도 기년 조정을 통해 세계상 문제를 극복해 보려고 하거나 신라의 정치적 변동이란 전체적 배경 하에서 박제상 가계 집단의 추이를 설명하기도 한다. 이종욱은 3세기 말경이면 신라가 진한(辰韓) 정복 이후 이를 통치하기 위하여 군(郡)을 설치했다고 하였고 심재명도 이 견해에 의존하여 신라의 국가 건설을 좀 더 이른 시기의 일일 것으로 설명하였다. 하지만 신현웅은 이들 견해는 위 기사가 드러내는 문제점 자체에 대한 직접적이고 구체적인 논의이라든가 해명의 과정을 거치지 않고 기사가 안고 있는 문제점은 차치한 채로, 제상을 삽량주간으로 전하고 동시에 관등을 가진 왕경인이라는 기사를 어떻게 양자(兩者)가 모순없이 합리적으로 해석할 것인가에 관심을 기울이면서 결국 그만큼 지방 세력으로서 삽량주간인 '간'(干)이란 성격이 둔감되는 결과를 가져오고 왕경인으로 전하는 기사 자체의 문제점을 덮어두는 결과가 되기도 했다고 여겨진다고 해석하였다.
주보돈은 《삼국사기》에 등장하는 제상의 계보와 관련하여 성씨가 후대에 붙여졌다고 해서 제상이 박씨와 관련이 없고 또한 파사 이사금과 아무 관련이 없었다고 단정하기 어렵고, 전혀 아무 관련이 없는데도 다른 인물도 아닌 파사 이사금과 연결되는 것으로 기록되었다고 단정해 버리기보다는 달리 확정적인 근거가 없는 한에는 어떠한 형태로든 양자가 연결되었을 가능성을 상정하는 것이 온당하다고 하였다. 또한  《일본서기》 신공기 기사를 주목하면서 내용상의 착종이 심하긴 하더라도 파사 이사금이 미사흔과 관련하여 등장하는 것과 그 미사흔을 구출하는 것을 주도했던 박제상이 파사 이사금의 5세 손 또는 그와 일정한 혈연적 관련을 갖는다는 사실이 서로 전혀 무관하지 않음을 시사하고, 파사 마립간이 박제상의 세계(世系)와 연결될 수 있는 일말의 가능성을 반영하는 듯하다고 하였다.
주보돈은 신라 초기 지방 세력이 중앙의 왕경(王京)에 편입되는 것이 보통이었지만 반대로 신라의 왕경세력이 지방 세력화하는 사례도 많지는 않았지만 전혀 없지 않았고, 6세기 이후 지방 지배가 강화되며 왕경인의 지방 이주가 추진된 점을 고려하면 5세기 혹은 그 이전 왕경인의 지방민화가 전혀 없었다고 단정지을 수도 없고, 초기 아직 왕경과 지방의 정치ㆍ사회경제적인 격차가 그렇게 크지 않고 그렇게 엄격하지도 않았던 신라 초기에 왕경 세력이 강제적으로나 자의에 의하여 지방으로 이주해 기반을 형성한 경우도 있었을 것을 추정해 볼 수 있음을 지적하며 제상의 사례를 예로 들었는데, 제상의 세계는 신라 왕경인이 지방 세력화한 경우를 보여주는 대표적 사례로 파악하였다. 아울러 《삼국사기》 신라본기 탈해 이사금조에
11년(67년) 왕경(王京)의 박씨 귀척(貴戚)들을 보내 국내의 주군(州郡)을 나누어 다스리게 하고 그들을 주주(州主), 군주(郡主)라 하였다.

라는 기록을 주목하였다. 기왕에 알려진 사료나 금석문 등에 의하는 한 5세기 후반 처음으로 지방관이 파견되었으므로여기에서 언급된 주주나 군주를 꼭히 지방관으로 볼 수 없지만, 석씨로써 최초로 신라의 이사금이 되었던 탈해 이사금 때에 석씨를 제외하고 유독 박씨만을 의도적으로 지방으로 방출하고 있는 것만큼은 역사성이 개재되어 있는, 대립적 상대 세력을 견제하거나 세력 기반을 약화시키기 위하여 의도적으로 박씨 귀척 일부를 지방으로 강제 이주시켰던 정황이나 그 가운데 일부가 현지에서 토착화한 세력도 있었을 것이며, 제상은 바로 그런 세력의 실재를 보여주고 있다는 것이다.
제상도 본래는 삽량 지방의 토착민이 아니었고 사로 사람으로 왕경으로부터 이주해 정착한 지방 세력이며 박씨 집단과는 어떤 계보로서 연계되었던 인물로서 막연하나마 파사 이사금과 혈연으로 연결된다는 계보 인식을 갖고 있었을 것이라고 주보돈은 지적하였다. 주보돈에 따르면 석씨 왕실은 옛 왕족인 박씨를 지방으로 사민시켜 편입된 지역 통제를 대행케 하고 중앙에서의 박씨 귀척 세력의 약화를 의도한 것으로 보이며, 이로써 박씨의 일부는 지방으로 강제 이주되다시피 했으나 중앙 정치 일선에까지 완전히 배제된 것은 아니었다고 한다. 당시 외교는 군사적 행위를 전제로 이루어지는 것으로 특히 중요한 외교적 사안을 결정하는 경우에 있어서는 지방 세력의 참여와 협조가 필수적이었고 그것이 직접 지배가 아직 완벽하지 못하고 간접 지배가 이루어지던 시기에도 지방 세력의 이탈을 방지하는 하나의 방식이기도 했으며, 이로써 중앙은 지방에 대해 '신라인'으로서의 귀속 의식을 고취시켰고, 지방 세력은 중앙 정부에 대한 충성을 다짐하면서 반독립적인 입지를 보장받고 지방에서의 지배권을 지속적으로 확보해 갔을 것이라고 주보돈은 설명하였다.
신현웅도 앞에서 언급된 것과 같은 제상의 가계나 생전 관등 기사로 말하면 신라의 귀족으로써 경위(京位)를 가진 왕경인(王京人)으로 해석할 수밖에 없는데, 이는 김용선의 해석인 '재지세력가'(삽량주간)의 위상과는 모순된다는 점을 지적하고 제상의 가계가 원래 신라 왕경 출신임에도 초기의 정치적 변동 등에 의해 삽량 지방으로 낙향해 정착하고 지방 세력화한 것으로 추론해 볼 여지가 있다고 조심스럽게 지적하고 있다.

## 설화와 유적
《삼국유사》에는 박제상의 부인과 관련한 설화가 실려 있으며, 현재 각지에 이와 관련한 설화 및 후대의 사당이 세워졌다.
경주 장사 벌지지
《삼국유사》 내물왕 김제상조에는 김제상(박제상)이 배를 타고 왜국으로 떠나던 날 망덕사(望德寺) 문 남쪽 모래벌에 드러누워 크게 부르짖었으며, 친척 두 사람이 부축하여 돌아오는데 부인이 다리가 풀려서 앉은 채로 일어나지를 못했고, 훗날 다시 세 딸을 데리고 치술령(鵄述嶺)에 올라, 왜국을 바라보며 통곡하다 생을 마쳤으며, 사후 치술령의 신모(神母)로 신격화되었다고 한다. 이후에 박제상의 부인이 주저앉은 모래벌을 장사(長沙), 일어나지 못했던 곳을 벌지지(伐知旨)라 이르게 되었다고 《삼국유사》는 전하고 있다.
현재 경북 경주시 배반동 망덕사터 남쪽으로 흐르는 남천 제방 위에 있으며, 비석이 세워져 있다.
치술령사
치술령은 경주시 외동읍과 울산광역시 울주군 두동면 경계에 있는 산이다. 산 정상에 있는 바위는 지아비를 그리워하던 바위라고 하여 망부석이라고 부른다.
고려, 조선 시대는 물론 일제 강점기까지도 경주 지역의 무녀들이 날이 가물 때는 이곳에 모여 기우제를 지냈다는 보고가 남아 있다.
은을암
울주군 범서읍의 은을암(隱乙岩)은 박제상의 부인이 남편을 기다리다 죽어 몸은 그대로 돌로 굳어졌고 혼이 새가 되어 날아들어 숨은 바위 자리에 세워졌다.
망부석과 은을암은 함께 울산광역시 기념물 제1호 『박제상유적』으로 지정되어 있다. 울주군 두동면에는 박제상 부부와 두 딸을 기리기 위해 조선 시대에 세운 치산서원(鵄山書院)이 있었는데, 서원철폐령 때에 훼철되었다가 후대에 다시 세웠다.

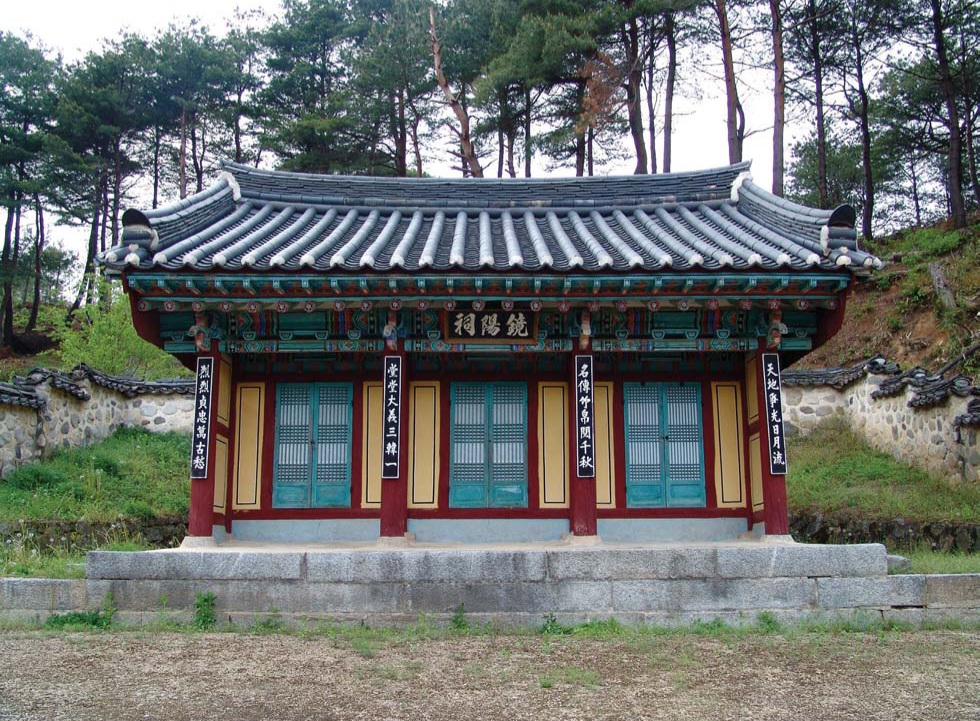
강릉 경양사. 강릉 박씨 경포 문중에서 세운 박제상의 사당이다.

박제상은 그 자신의 처연한 생애담으로 후대에까지 나라와 임금을 위해 자신을 돌아보지 않고 목숨마저 내던진 충신의 표상으로 추앙받았으며, 조선 시대 일본으로 가는 통신사들은 모두 일본에서 박제상이 순국하였다는 지역을 방문하며 박제상을 기리는 시를 남기기도 하였다.
경상남도 양산시 상북면 소토리에는 박제상의 생가로 전해지는 자리에 세워진 효충사라는 사당이 있다. 사당에는 박제상과 백결 선생을 함께 모시고 있으며, 해마다 음력 3월 초닷새에 제를 지내고 있다. 사당에는 조선 숙종과 정조가 지은 어제시가 걸려 있다.
공주 계룡산 동학사에 접해 있는 동계사에는 박제상의 위패가 봉안되어 있는데, 936년 류차달이 초혼하여 제사하고 왕명으로 동계사를 건립하였다는 전승이 있으며, 이후 훼손되어 철향되었다가 1956년 중건되었다.

## 관련 작품
한국의 엄기영은 각종 논문과 색인집을 참조하여, 조선 시대 인물 가운데 박제상 관련 작품을 남긴 사람은 모두 23명이며, 작품은 34편이 있음을 확인하였다(이마저도 현재 영인된 개인 문집과 자료집에 한하여 조사한 것이며, 좀 더 조사하면 작자와 작품의 수는 더 늘어날 수 있을 것으로 엄기영은 추정하고 있다). 또한 구비문학으로는 모두 9편의 박제상 관련 작품을 확인하였다.
엄기영에 따르면 조선 시대의 박제상 관련 한시 작품은 각 중심인물에 따라 박제상을 중심으로 한 작품, 박제상의 부인을 중심으로 한 작품, 눌지왕을 중심으로 한 작품 등으로 분류할 수 있으며, 박제상이 중심이 되는 작품에서는 《삼국유사》의 고문 장면을 중점적으로 다루어 임금에 대한 그의 충절을 강조할 뿐 삼국사기에서 그려졌던 박제상의 변사로써의 능력은 전혀 부각되지 않는 경향이 있다는 점과 더불어 대부분의 작자들이 임진왜란(1592~1597)을 직접 겪었거나 또는 임진왜란 이후에 출생했음에도 불구하고 왜(일본)에 대한 적개심은 고사하고 단순한 반감 정도를 나타내는 표현조차도 보이지 않는다는 점을 지적하고 있다. 이들 작품은 외부의 구체적인 사회 현실을 대상으로 유교 윤리를 그려낸 것이 아니라 개인적인 차원의 내면 윤리를 부각시키는 데에 집중하고 있기 때문이라고 엄기영은 분석하였다.
구비문학의 경우 박제상이 왜에서 고문당하는 장면이 나오지 않고, 왜에 가는 이유도 명확하지 않거나("여어 몬 견뎌가 내외를 놔 두고 저 일본 대마도로 갔다 카데", "도저히 나는 여어서 견딜 수가 없으이" 등) 전혀 다른 것(예를 들어 신혼 첫날밤에 징집되어 대마도로 수자리 살러 가는 등)으로 바뀌고, 고구려에서의 행적이 전혀 언급되지 않는다는 등의 특징이 존재한다. 박제상이 등장하는 구비문학 속에서 박제상의 충이 부각되기보다는 본의와는 달리 타의에 의해서 어쩔 수 없이 떠나게 되는 상황이 그려지고 있는데, 엄기영은 이러한 변개는 마냥 아무런 근거도 없이 이루어졌던 것이 아니라 이와 같은 변개가 가능할 수 있었던 요소가 내재되어 있었음을 지적하였다. 《삼국사기》 및 《삼국유사》에서 눌지 마립간은 박제상이 복호(보해)를 데리고 고구려에서 돌아오자 반가워하고 기뻐하면서도 "내가 이제 하나를 얻었으나 하나가 없으니 어찌 슬프지 않겠는가"라고 하였고, 이에 박제상이 다시 왕에게 고하고 왜국으로 떠나게 되는 장면이 그것으로, 지배층에게는 이것이 선공후사로써 위정자가 피지배자들에 대해 권장해야 할 모습으로 여겨졌을지 몰라도 일반 민중들에게는 공적인 일이라는 명분 아래서 개인의 희생을 강요하는 것으로 비쳐졌고, 민중은 왕명을 받들어 자신의 처자도 돌아보지 않고 고구려, 그리고 왜국으로 왕제를 귀환시키러 떠나 결국 그곳에서 죽음을 맞이하는 박제상에게 지배층에 의해 희생을 강요당하는 자신들의 처지를 투사시켰다는 것이다.
그러한 상황이 구한말 이른바 '애국계몽기'(1894~1910) 전후 시기에 이르면 다시금 박제상 자신이 지닌 충이 등장하고, 국가라는 공동체를 향한 충을 박제상을 언급하여 강조하는 작품들이 등장하는 동시에 조선 시대 한시 작품에서는 등장하지 않았던 일본에 대한 적개심이 직접적으로 표출되고 있다는 특징이 확인된다. 경술국치(1910) 2년 전인 1908년 3월 20일자 《대한매일신보》에 실린 '고금충혼'이라는 가사 작품에는 "第一盃 向日花가피엿스니 一片丹忠빗치다 異域酷刑不畏고 罵不絶口秋霜다 繼斷無他뎌 貞忠이 竟至身死얏고나 朴堤上시드리고"(첫 번째 잔은 향일화가 피었으니 한 조각 붉은 충정 빛이 난다 이역혹형 마다않고 매불절구 추상 같다 다른 뜻 없는 저 정충이 결국 제 몸을 던졌어라 박제상께 드리고", 한일 강제병합 6년 뒤인 1916년 7월 27일자 《동해명조》(東海鳴藻) 신문의 "옛 어른의 말씀'이란 난에 "계림의 개, 돼지가 될지언정 일본의 신하가 되지 않겠다"는 박제상의 발언과 그 끝에 "적들 이 말삼을 들으면 응당니 땀이 흘을지로다"는 논평을 해 놓았다. 엄기영은 양자간이 사실은 같은 맥락에 있는 것이며, 단지 구체적인 사회 현실이 된 일제에 의한 국권 상실의 위기에 시선의 방향이 바뀌면서, '충'의 의미가 봉건적 군주에 대한 신하로써의 군신간 주종의 은의를 핵심으로 하는 기존의 충과는 구별되는 국가에 대한 국가적 차원의 충군애국으로 변화된 것이라고 풀이하였다.

### 소설
- 이헌 《하늘의 침묵》(상상하는지혜, 2012)
- 김원 장편역사소설 《신라만고충신 박제상》(아라, 2017) - 부제는 '박제상 순국 1,600주기 추모소설'이었다.

### 드라마
- 김영곤 작, 박동근 연출 《강강수월래》(서울중앙방송국, 1962년) - 전 30회.

### 뮤지컬
- 《AD418 - 바람처럼 불꽃처럼》(2015년) - 서초동 한전아트센터에서 2015년 5월 8일부터 31일까지 공연되었다. 공연그룹 드림뮤드 주최로 드림뮤드 대표인 김한나가 작가, 연출을 맡고 배우로도 연하였다. 같은 해 10월 31일부터 11월 29일까지 유니버설아트센터에서 재공연하였다.[45]

### 창작 오페라
- 《박제상》(2021년) - 글리앙상블(예술감독 이승욱) 주관으로 2021년 10월 7일 울산문화예술회관 소공연장에서 상연되었다.

## 같이 보기
- 내물 마립간
- 눌지 마립간

### 내용주
1. ↑  《삼국사기》. 《삼국유사》에는 보해라고 되어 있다.
2. ↑  《삼국사기》. 《삼국유사》에는 미해라고 되어 있다.
3. ↑  눌지 마립간조에 나오는 변사들을 모집해 세 명의 간을 불렀다는 《삼국사기》의 기사는 《삼국유사》에는 '군신 및 나라 안의 호협한 자들'(群臣及國中豪俠)으로 기록되어 있는데 김용선은 이 점에 주목하고 군신(群臣)이란 중앙 귀족, 나라 안의 호협한 자들(國中豪俠)이란 그에 대칭되는 지방 세력을 뜻한다고 해석하여 제상은 군신보다는 '나라 안의 호협한 자들'에 속하는 인물이라고 하였다.[1]
4. ↑  《삼국사기》. 《삼국유사》에는 삽라군태수(歃羅郡太守)라고 하였다.
5. ↑  간(干)이란 직책과 관련하여 김용선은 파사 이사금(婆娑尼師今) 때의 실직곡국(悉直谷國)과 상쟁을 벌였던 음집벌국(音汁伐國)의 국주(國主)가 '타추간'(陁鄒干)이라고 표기된 《삼국사기》 기사에 주목하여 하나의 독립된 성읍 국가(城邑國家)의 지배자를 간(干)이라고 하였을 것으로 보았다. 동시에 이 같은 성읍 국가 지배자로 보기는 어렵지만 탈해 이사금을 섬겨 간이 된 거도의 경우에도 병마를 뜻대로 움직일 만한 군사권을 소유하면서도 어느 정도 독자적 세력을 지녔던 점에도 주목하였다.[2] 신현웅은 눌지마립간 즉위 직후 왕제 구출을 의논한 기사에서 등장하는 세 촌간은 각각 그 지역의 부족장일 것이라는 기존의 견해를 따르며, 이들 세 간과 동격으로 열거되고 있는 '삽량주간' 제상도 같은 성격을 지닌 양산의 지방세력가였을 것으로 추정하였다.[3]
6. ↑  신라를 공격할 군사를 일으켰다는 언급은 삼국사기에만 있다.
7. ↑  일본의 사학자 기무라 마코토는 《일본서기》 기사에 미질허지(미사흔) 구출을 위해 파견된 인물로 모마리질지(제상) 앞에 등장하는 '우례사벌'을 인명이 아니라 지명으로 읽어서 우례사벌 즉 굴아화(屈阿火)라고도 불렸던 울산 지역 출신이라는 의미에서 모마리질지(제상)의 이름 앞에 붙인 것이고 이는 '우례사벌 (사람) 모마리질지'로 읽어서 제상의 출신지를 울산이라고 비정하였다.[4] 하지만 신현웅은 《삼국사기》 같은 한국측 기록이 버젓이 있는데 굳이 일본서기 기록을 따라야 할 이유는 없고, 좀 더 분명한 자료를 두고 음운상 해석 과정을 거쳐서 울산으로 비정해야 할 마땅한 이유도 없다고 반박하였다. 또한 《일본서기》의 해당 기사가 소위 임나일본부설(任那日本府說)의 논거가 되기도 한 진구 황후(神功皇后) 섭정 전년(前年)의 신라 정벌 기사, 섭정 49년 가라(加羅) 7국 평정(平定) 기사와도 연관있는 내용으로 되어 있는 점에서도, 그 자체 신빙할 만한 기록이 아니기에 특히 사료로 취할 바 있는 것도 아니라 해당 기사에 우리측 기록의 보조자료 이상의 의미를 부여하기는 어렵다고 하였다.[5] 한편 주보돈은 오례사벌의 해석에 대한 기무라의 주장에 대해 긍정적으로 보았다.
8. ↑  다만 신현웅은 제상이 발탁된 이유에 대해 그가 있던 삽량의 지리적 특징(해양)과 관계가 있다는 김용선의 해석에 동의하면서도 그것은 고구려보다는 대왜(對倭) 접촉이 더욱 난제였을 당시의 상황이 더 고려된 결과라고 해석하였으며, 동시에 정상적 외교 경로로서 고구려에서 왕제를 데려왔다는 《삼국사기》 기사 내용이 좀 더 사실에 가깝다고 하였다. 아울러 김용선이 유독 여기서만은 보다 설화적 내용으로 전하는 《삼국유사》 기사를 더 신빙하고 논의를 전개하는 문제가 있음을 지적하였다.[11]